# Edward Próchniak

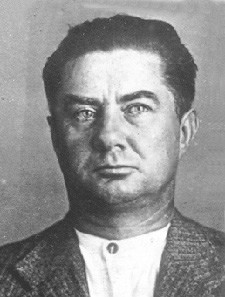
Edward Próchniak (1937)

Edward Próchniak (Parteiname: Stefan Kopec) (* 4. Dezember 1888 in Puławy; † 21. August 1937 in Moskau) war ein führender polnischer Kommunist und ab 1903 Mitglied der Sozialdemokratie des Königreichs Polen und Litauens (SDKPiL). Er war Teilnehmer der großen Streiks in den Kohleminen im Polnischen Kohlebecken sowie der Russischen Revolution von 1905. Bei einer Parteischulung in Longjumeau, nahe Paris, lernte er Lenin kennen, welcher das Seminar leitete.
Nach seiner Teilnahme an der Oktoberrevolution in Russland leitete er eine Abteilung des polnischen Kommissariats im Volkskommissariat für Nationalitätenfragen in Russland und war ab 16. Dezember 1918 Mitglied der polnischen Sektion der Kommunistischen Partei Russlands (B), sowie Mitglied des Lefortowo-Blagusha Raion Ausschuss. Von 1921 bis 1924 war er der Vertreter der Kommunistischen Arbeiterpartei Polens (KPP) bei der Kommunistische Internationale (Komintern). Dort war auch von 1922 bis 1937 Mitglied des Exekutivkomitees und von 1925 bis 1930 war er mehrfach Mitglied des Politbüros der KPP und Mitglied des Präsidiums der Komintern.
Im Sommer 1937 wurde er im Rahmen der Großen Säuberung nach Moskau beordert, dort unverzüglich festgenommen und in der Lubjanka inhaftiert. Trotz zahlreicher Folterungen bestritt er den Vorwurf ein Agent der Polnischen Militär-Organisation (POW) zu sein und wurde letztlich am 21. August des gleichen Jahres durch Erschießung hingerichtet. 1957 wurde er rehabilitiert.